# Penske Truck Leasing
Penske Truck Leasing — американская компания предоставляющая услуги в области аренды и лизинга грузовиков. Компания является совместным предприятием компаний Penske Corporation, Penske Automotive Group, Mitsui & Co., Ltd. и General Electric Capital.
Компания основана 1 декабря 1969 года Роджером Пенске.
Компания обслуживает клиентов в Северной и Южной Америке, Европе, Азии и Австралии. Число сотрудников компании по всему миру превышает 26 тысяч человек.
Президент и главный исполнительный директор компании Брайан Хард — (англ. Brian Hard).

## История
В 1982 году Penske совместно с Hertz Corporation было создано совместное предприятие по аренде грузовых автомобилей. К 1988 году в нём насчитывалось 42 тысячи грузовиков и сеть из 2167 пунктов обслуживания.
В 1988 году Penske Corporation и General Electric Capital Corporation объявили об объединении своих подразделений по аренде и лизингу автомобилей. GE Capital привнесло в предприятие 14 тысяч грузовых автомобилей и 139 станций своего подразделения Gelco Truck Leasing приобретённого в октябре 1987 года у Gelco Corporation.
В марте 1995 года Penske Truck Leasing приобрела транспортно-логистическую компанию Leaseway Transportation Corp.
В 2001 году Penske Truck Leasing вновь расширила свою сеть за счёт приобретения Rollins Truck Leasing Corporation. Компания базировалась в городе Уилмингтон, Делавэр и имела 270 пунктов проката и парк из 53 тысяч автомобилей. К этому моменту Penske Truck Leasing имела в своём распоряжении парк из 152 тысяч автомобилей.

## Подразделения и дочерние предприятия
Подразделения и дочерние предприятия компании: Penske Truck Rental, Penske Logistics, и Penske Used Trucks.
Penske Truck Rental имеющая свыше 2 тысяч точек проката грузовиков на территории США и Канады сдаёт в аренду коммерческие седельные тягачи, автофургоны и полуприцепы. Численность автопарка в его распоряжении — более 50 тысяч. Среди предоставляемых в аренду фургонов есть и предназначенные для переездов, с длиной кузова от 3,5 до 8 метров.
Penske Logistics является дочерней Penske Truck Leasing. Она работает в Северной Америке, Южной Америке, Европе и Азии. Penske обеспечивает управление всей логистической цепочкой включая перевозку, перегрузку и хранение грузов.
Penske Used Trucks является подразделением Penske Truck Leasing. Компания продаёт грузовики, седельные тягачи, прицепы.